# Phòng khép kín

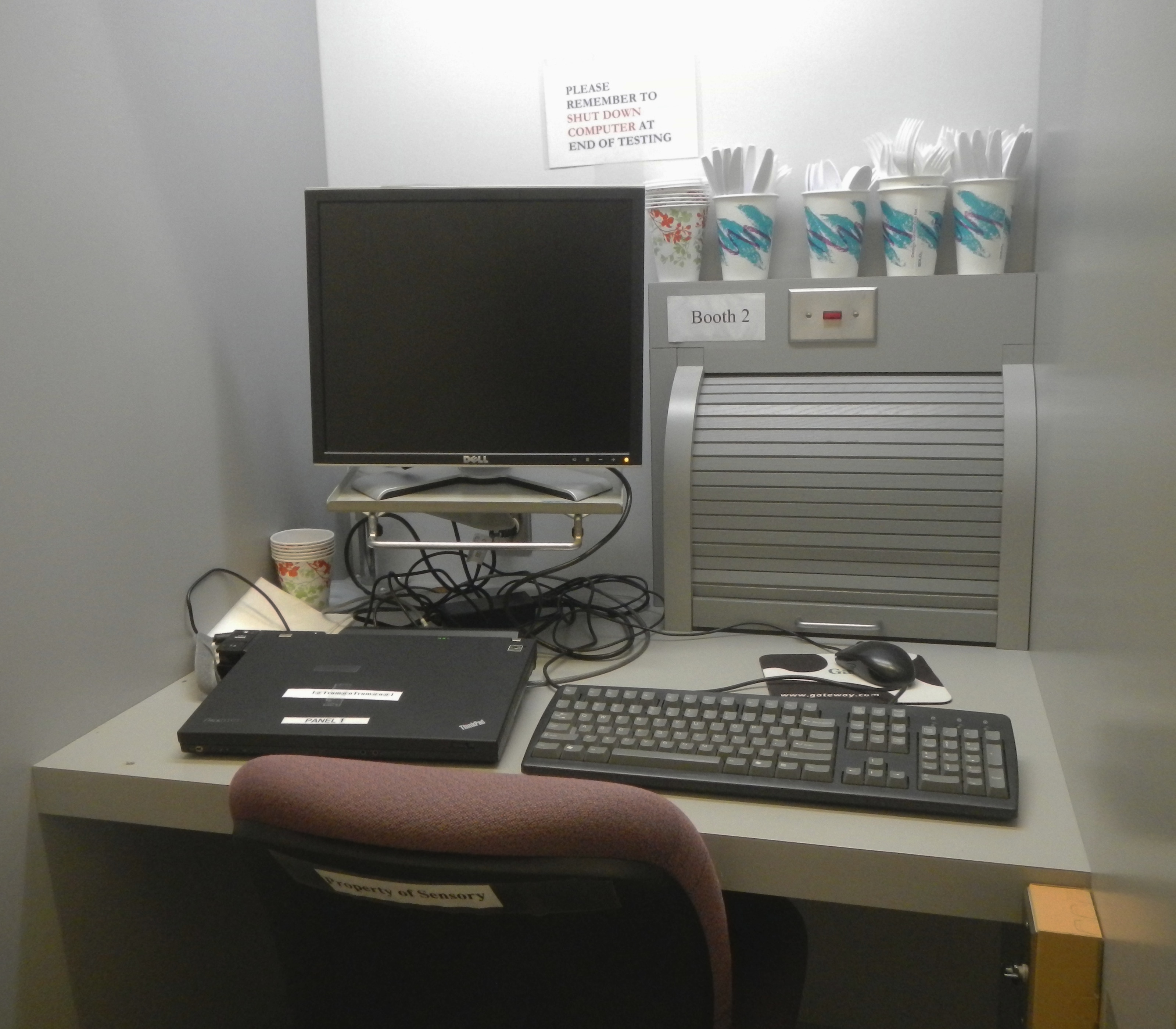
Phòng khép kín thí nghiệm giả mù

Phòng khép kín là một thiết bị dùng để ngăn không cho một người hoặc một nhóm người thấy hoặc nghe được một sự kiện nào đó. Trên các trò chơi truyền hình, phòng khép kín dùng để ngăn không cho các thí sinh nghe được câu trả lời của đối thủ (như các chương trình Twenty One, Family Feud, Win Ben Stein's Money, 50 Grand Slam, The $64,000 Challenge, và phiên bản của đài CBS của chương trình Double Dare), nghe thấy tiếng khán giả (The $64,000 Question, The $1,000,000 Chance of a Lifetime), nhìn thấy các chuyển động hay nước đi của người chơi khác (Whew!, Solitary) hay đơn giản chỉ để tạo yếu tố hài hước (Idiot Savants).
Các phòng khép kín cũng hay được sử dụng trong các phòng thu âm. Loại phòng này có tường không dội lại âm thanh và được gắn bọt biển để giảm thiểu tối đa sự phản xạ tiếng.

## Dùng làm hình phạt
Một số trường học ở Anh dùng "phòng khép kín" làm hình phạt, là nơi nhốt học sinh quậy phá phải ngồi yên một mình trong đó, nằm trong chính sách "bắt và lờ đi".